# Delivered Ex Ship
Con il termine Delivered Ex Ship (in italiano: franco nave e indicante il porto di destinazione convenuto), utilizzato nella forma breve di acronimo come DES, è stata una delle clausole contrattuali in uso nelle compravendite internazionali tra quelle codificate nell'Incoterms e che servono a statuire i diritti e i doveri di ognuna delle parti in causa, definendo anche la suddivisione dei costi di trasporto, assicurativi e doganali tra venditore ed acquirente.

## Incoterms 2000
Questa specifica notazione, valida per il trasporto via mare, stabilisce che a carico del venditore siano tutte le spese di trasporto fino ad un porto di destino, nonché le spese per l'ottenimento di licenze e documentazioni per l'esportazione dalla nazione di origine e quelle per le operazioni doganali sempre di esportazione. Anche i costi da sostenere per l'attraversamento di altre nazioni fino al porto di arrivo concordato sono a carico dello speditore.
Sono a carico del ricevitore i costi di scarico dei materiali dalla nave nonché tutte le operazioni successive, comprese le operazioni doganali nella nazione di arrivo.
La formulazione di questo termine di resa è considerata completa con l'indicazione di un porto specifico (esempio D.E.S. porto di Genova).
Si può considerare come simmetrica alla resa Free Alongside Ship con il costo del nolo marittimo a carico del mittente anziché del destinatario come invece prevede il FAS.
Dello stesso gruppo di termini di resa, definito il gruppo D, fanno parte anche DAF Delivered At Frontier, DEQ Delivered Ex Quay, DDU Delivered Duty Unpaid e DDP Delivered Duty Paid.

## Aggiornamento del 2010
Il gruppo D è stato oggetto di una revisione totale in occasione della presentazione dell'Incoterms versione 2010 e la resa Delivered Ex Ship è una di quelle non più presenti, sostituita dalle nuove Delivered At Terminal e Delivered At Place.